# Dirk Passiwan
Dirk Passiwan, né le 13 octobre 1976 à Trèves est un joueur allemand de basket-ball en fauteuil roulant et entraîneur des Doneck Dolphins Trèves. Depuis octobre 2021, l'ancien joueur national est également entraîneur de l'équipe nationale féminine allemande de basket-ball en fauteuil roulant.

## Carrière
Dirk Passiwan est exposé au basketball en fauteuil roulant dès son plus jeune âge. Son père, Otmar Passiwan, fonde le club RSC Rollis Trier 1985, il a lui-même été un joueur de basket-ball en fauteuil roulant à succès pendant de nombreuses années.
À l’âge de 16 ans, Dirk dispute ses premiers matchs en deuxième division en 1993. En 1995, il joue, avec de courtes interruptions, avec le RSC Rollis Trier en première Bundesliga. Les Rollis jouent en Bundesliga depuis 2010 sous le nom de Doneck Dolphins Trier.
Dirk Passiwan est devenu le meilleur scoreur de son équipe dès sa première saison en deuxième division. Il est rapidement devenu évident qu'il était promis à devenir l’un des meilleurs joueurs de basket-ball en fauteuil roulant au monde.
Lors de la saison 2021/22, il était classé 22e parmi les meilleurs marqueurs de la Bundesliga. Dans les premières années de sa carrière, Passiwan était classifié 4,5 points et valide. En raison d'une blessure au genou, il a reçu la classification 4,5 points MB (handicapé minime) en 2006 et est depuis lors éligible pour concourir au niveau international.
Il a ensuite participé à trois Jeux Paralympiques (2008, 2012 et 2016) avec l'équipe nationale allemande. Ses plus grands succès avec cette dernière ont été une médaille d'argent aux Championnats d'Europe en 2011 et une médaille de bronze aux Championnats d'Europe en 2015.
En 2021, il prend sa retraite en tant que joueur national.
En octobre 2021, il a été annoncé que Passiwan prendrait la relève en tant qu'entraîneur national de l'équipe nationale féminine allemande de basket-ball en fauteuil roulant.
Il est marié à la joueuse de basket-ball en fauteuil roulant Nathalie Passiwan, et ont eu un fils.